# ŠKF Sereď
El ŠKF Sereď, llamado ŠKF iClinic Sereď por razones de patrocinio, es un equipo de fútbol de Eslovaquia que juega en la Primera Liga de Eslovaquia, la segunda división de fútbol en el país.

## Historia
Fue fundado el 28 de junio de 1914 en el poblado de Sereď en Trnava con el nombre Sered'ský SK y desde su fundación han cambiado de nombre en varias ocasiones:
- 28 de junio de 1914: Sereďský športový klub
- años 1950: TJ Slavoj Sereď
- 1966: TJ Hutník Sereď
- años 1980: ŠKF Sereď
- 2018: ŠKF iClinic Sereď

El club estuvo en el anonimato hasta la desaparición de Checoslovaquia a inicios de los años 1990 y posterior a los años 2010 cuando comienza a escalar divisiones hasta lograr por primera vez el ascenso a la Superliga de Eslovaquia en la temporada 2017/18. En su primera temporada en la primera división nacional terminaron en sexto lugar.

## Palmarés
- Primera Liga de Eslovaquia: 1

2017/18